# シミオネ・クルヴォリ
シミオネ・クルヴォリ（Simione Kuruvoli、1999年1月2日 - ）は、スーパーラグビー・パシフィックフィジアン・ドゥルアに所属するラグビー選手。

## プロフィール
- フィジー・カンダブ島出身[1]。
- ポジションはスクラムハーフ(SH)。
- 身長 174cm、体重 78kg
- U20フィジー代表に選ばれたことがある[2]。
- フィジー代表キャップは11（2024年3月現在）でラグビーワールドカップ2023のフィジー代表に選ばれた[3]。

## 略歴
2021年、フィジアン・ドゥルアに加入。